# Lobi

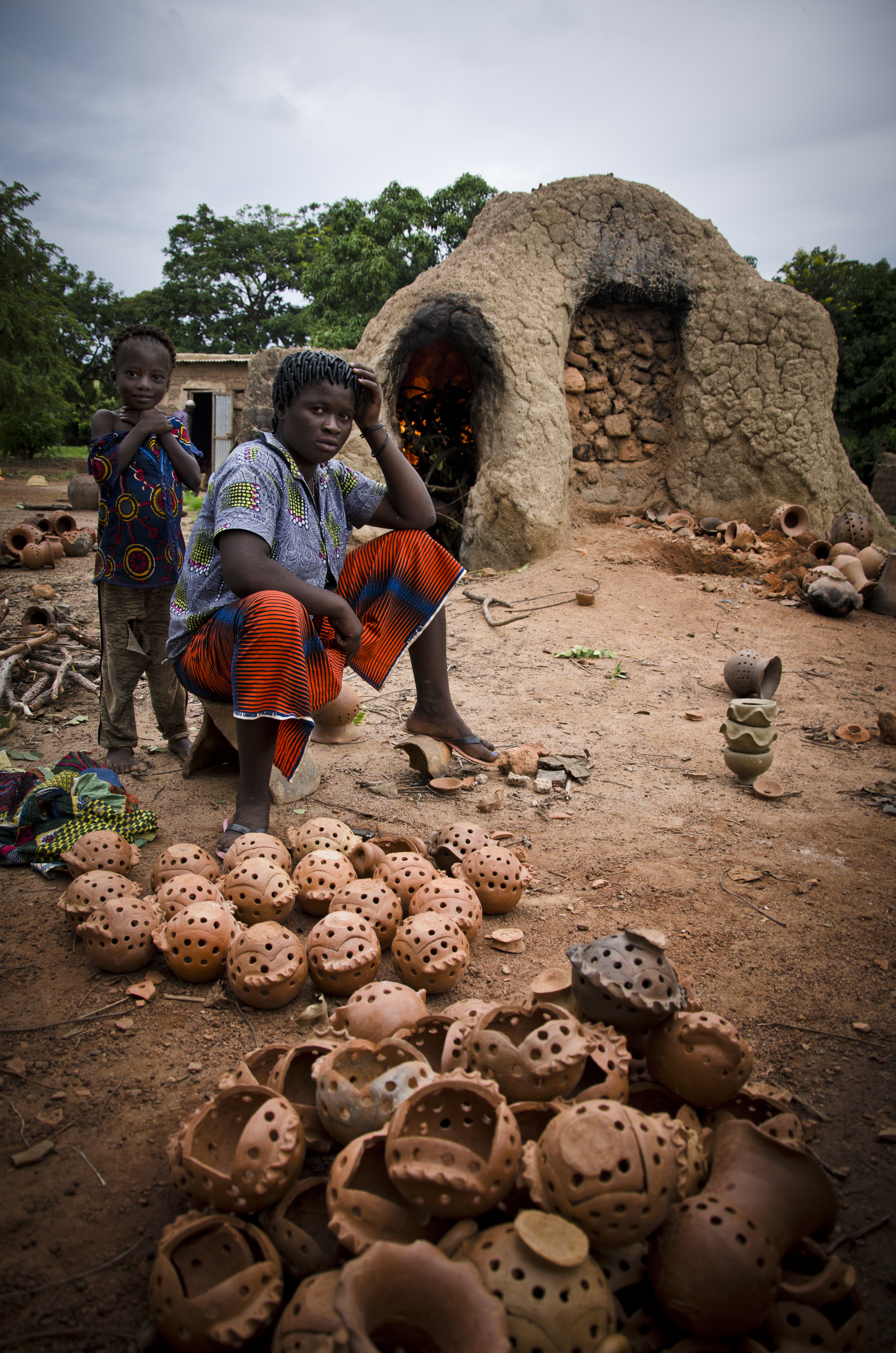
Kobieta z grupy Lobi zajmująca się garncarstwem

Lobi – grupa etniczna zamieszkująca tereny w zachodniej części Burkina Faso (dawniej Górna Wolta) oraz w Wybrzeżu Kości Słoniowej. 

## Historia
Lobi przybyli do Burkina Faso z Ghany około 1770 roku, a część z nich w ciągu kolejnych stu lat zajęło nieużytki na terenie Wybrzeża Kości Słoniowej. Do XIV wieku, zanim na terenach zamieszkanych przez Lobi zaczął rozpowszechniać się islam, pierwotne wierzenia religijne były w pełni animistyczne. Praktykuje się poligynię. W 1897 roku ziemie Lobi zaanektowali Francuzi, jednak samych Lobi, którzy używali zatrutych strzał, nie zdołali ujarzmić aż do 1903 roku.
Lobi mówią językiem należącym do rodziny gur, klasyfikowanej w obrębie języków nigero-kongijskich. Są rolnikami i myśliwymi; uprawiają głównie proso zwyczajne i sorgo dwubarwne. Dawniej podstawą tradycyjnej organizacji społecznej był system rodowy pozbawiony sformalizowania władzy politycznej. Aktualna liczebność wynosi ok. 700 tys. Na zamieszkiwanych przez nich terenach znajdują się ruiny okazałych budowli takich jak ruiny Loropéni wpisane w 2009 roku na Listę Światowego Dziedzictwa UNESCO. 
Kobiety z plemienia Lobi już w wieku dziecięcym mają przekłuwane uszy, wargi i nos. Ozdoba, którą potem wkładano, chroniła otwarte części ciała przed wniknięciem w nie złych duchów, zjaw lub sił ponadnaturalnych. Kobiety z tego plemienia nosiły w wargach nawet trzycentymetrowe krążki z drewna, kamienia, gliny lub metalu.